# 臂微菌属
臂微菌属为生丝微菌目臂微菌科的一属细菌。该属的模式种且为唯一种为游离臂微菌（Ancalomicrobium adetum）。

## 下属物种
本属包括以下物种：
- 游离臂微菌 Ancalomicrobium adetum Staley, 1968